# Thunderstrike
Thunderstrike is een computerspel uit 1990. Het spel werd ontwikkeld en uitgegeven door Millennium Interactive. Het spel speelt zich af in het jaar 2238. De speler vliegt in een 3d ruimschip genaamd Thunderstrike en moet zich door verschillende arena's worstelen. De speler kan kiezen tussen vier vliegtuigen die elk andere eigenschappen bezitten, zoals acceleratie, top snelheid en wendbaarheid. Door vliegen neer te schieten kan de speler powerups verzamelen. Aan het einde van een level worden de prestaties geëvalueerd en indien voldoende mag de speler in een hoger level deelnemen en zijn ruimteschip upgraden.

## Platforms
- Amiga (1991)
- Atari ST (1990)
- DOS (1990)

## Ontvangst
| Beoordeeld door | Platform | Datum          | Score |
| --------------- | -------- | -------------- | ----- |
| ST Format       | Atari ST | augustus 1990  | 88%   |
| The One         | DOS      | juli 1990      | 85%   |
| Amiga Action    | Amiga    | april 1992     | 69%   |
| Zzap!           | Amiga    | oktober 1990   | 65%   |
| Power Play      | DOS      | september 1990 | 61%   |
| Amiga Joker     | Amiga    | oktober 1990   | 58%   |
| Power Play      | Atari ST | oktober 1990   | 55%   |
| Power Play      | Amiga    | oktober 1990   | 55%   |
| Amiga Power     | Amiga    | mei 1991       | 33%   |